# Carles Cantarero Viñolas
Cantarero  Viñolas est un nom espagnol. Le premier nom de famille, en général paternel, est Cantarero ; le second, en général maternel, souvent omis, est Viñolas.
Carles Cantarero Viñolas, né le 20 septembre 1984 à Gérone (Catalogne), est un gardien espagnol de rink hockey. Il évolue actuellement au sein du club de Quévert.

## Parcours sportif
Il arrive dans le championnat français en 2010 où il intègre le club de Saint-Omer. Il y reste quatre saisons avant de rejoindre le club de Quévert. 

### Palmarès
En 2012, il obtient sa première Coupe de France avec le club de Saint-Omer. 

Il est champion de France de Nationale 1 avec le Saint-Omer en 2013. 